# Pelarda
Pelarda fue una aldea de la Comunidad de Daroca que quedó despoblada en la Baja Edad Media. Estaba situada en el actual término municipal de Calamocha, en la provincia de Teruel.

## Geografía
Se encontraba cerca de Olalla, a pie de la Sierra de Pelarda.

## Toponimia
El topónimo aragonés Pelarda se menciona en el texto de 1205 en el que el obispo Ramón de Castrocol reparte los diezmos y primicias de cada aldea de la Comunidad de Daroca entre las iglesias de Daroca.

Clerici et ecclesia Sancti Petri habent Olalia, Pelarda, Fuentesclaras, Villargasconem, Lectago, Luco, Tramasaquas, Salze, Villalpardo, Torralva del Senyor, Badules, Tordenigris, Ferrera.

El topónimo Pelarda parece tener el sufijo aragonés -ardo, de no ser un caso de disimilación de grupo -RR-. La existencia del adjetivo pelard en francés parece ser otro ejemplo de este fenómeno.

## Historia
Posiblemente fuera fundada durante la reconquista cristiana de Daroca. Quedó despoblada a finales del siglo XIV o en el siglo XV, siendo ya una pardina en el siglo XVI.

## Monumentos
- Santuario de la Virgen de Pelarda